# Brian Crowley
Brian Crowley, irl. Brian Mac Amhlaidh (ur. 4 marca 1964 w Dublinie) – irlandzki polityk i prawnik, poseł do Parlamentu Europejskiego IV, V, VI, VII i VIII kadencji.

## Życiorys
W wieku 16 lat uległ wypadkowi, od tego czasu porusza się na wózku inwalidzkim.
W 1993 ukończył studia prawnicze. Zaangażował się w działalność partii Fianna Fáil. Od 1993 do 1994 był członkiem irlandzkiego senatu, a także rzecznikiem rządu ds. sprawiedliwości, równości i reformy prawa. W 1997 wszedł w skład Rady Państwa (organu doradczego przy Prezydencie Irlandii).
W 1994 po raz pierwszy został wybrany do Parlamentu Europejskiego. W 1999, 2004, 2009 i 2014 uzyskiwał reelekcję. W VI kadencji (2004–2009) był współprzewodniczącym frakcji Unia na rzecz Europy Narodów. W VII kadencji przystąpił do grupy liberalnej. W 2014 jako jedyny kandydat Fianna Fáil zasiadł w PE VIII kadencji, dołączając bez zgody swojego ugrupowania do grupy Europejscy Konserwatyści i Reformatorzy, co skutkowało usunięciem go z reprezentacji parlamentarnej partii. Z powodu stanu zdrowia nie przystąpił do wykonywania obowiązków w Europarlamencie VIII kadencji. W 2019 nie ubiegał się o ponowny wybór.
Był autorem raportu zalecającego przedłużenie okresu obowiązywania praw autorskich do utworów muzycznych z 50 do 95 lat. 12 lutego 2009 raport ten został zaakceptowany przez komisję legislacyjną PE. Ostatecznie Europarlament przedłużył okres obowiązywania prawa autorskiego nie do 95, lecz do 70 lat.